# Traulia bimaculata
Traulia bimaculata är en insektsart som beskrevs av Willemse, C. 1932. Traulia bimaculata ingår i släktet Traulia och familjen gräshoppor. Inga underarter finns listade i Catalogue of Life.